# Tomáš Souček
Tomáš Souček (Havlíčkův Brod, 27 febbraio 1995) è un calciatore ceco, centrocampista del West Ham Utd e della nazionale ceca, della quale è capitano.

## Caratteristiche tecniche
Nato calcisticamente come un mediano, è stato in seguito schierato anche come mezzala, regista e trequartista. Si trova più a suo agio nel centrocampo a 2 che in quello 3. Di piede destro, è un tuttocampista essendo in grado di percorrere molti chilometri durante le partite. Si distingue anche per la bravura negli inserimenti offensivi e nel gioco aereo. In quest'ultimo eccelle sia grazie alla sua stazza che a una lettura delle traiettorie e un tempismo ottimale nel salto. Abile in entrambe le fasi di gioco, sa essere anche un ottimo assist-man. È pure in grado sia di aprire gli spazi per i compagni che di comprimere quelli degli avversari. Dispone anche di buona personalità e leadership. Pecca invece nel dinamismo.

## Carriera

### Club

#### Inizi: Slavia Praga e prestiti
Dopo avere militato nelle giovanili dello Slovan Havlíčkův Brod, squadra della sua città, a 10 anni è entrato a fare parte del settore giovanile dello Slavia Praga. Nel gennaio 2015 viene ceduto in prestito in Serie B al Viktoria Žižkov, club con cui esordisce tra i professionisti.
Terminato il prestito fa ritorno allo Slavia, in cui fa il suo esordio in prima squadra militandovi per un anno e mezzo prima di venire ceduto nuovamente in prestito, questa volta allo Slovan Liberec.
A fine prestito torna allo Slavia imponendosi come titolare. Milita nei sešívaní per due anni e mezzo mettendosi in mostra nelle coppa europee.

#### West Ham
Il 29 gennaio 2020 viene ceduto in prestito al West Ham Utd. Fa il suo esordio tre giorni dopo partendo titolare in occasione del pareggio esterno per 3-3 in casa del Brighton. Impostosi sin da subito come titolare della metacampo degli hammers , il 1º luglio seguente realizza la sua prima rete in occasione del successo per 3-2 contro il Chelsea. Contribuisce alla salvezza del club segnando poi contro il Newcastle Utd (2-2) e nello scontro diretto vinto 3-1 contro il Watford. Il suo rendimento fa sì che il 24 luglio lui venga riscatto dal club londinese.
Nel 2020-2021 grazie al suo rendimento aiuta il West Ham a raggiungere il 6º posto in classifica, mettendo a segno 10 gol in stagione (seppur agendo maggiormente in fase difensiva), risultando essere il secondo centrocampista per gol realizzati in campionato dietro a İlkay Gündoğan, oltre ad avere vinto ben 234 duelli aerei. Nel mentre, il 26 gennaio 2021, ha realizzato la sua prima doppietta in Premier nel successo per 2-3 in casa del Crystal Palace, oltre ad avere segnato nella vittoriosa trasferta contro l'Everton (0-1) e nel pareggio interno contro l'Arsenal (3-3).

### Nazionale
Il 15 novembre 2016 ha esordito in nazionale maggiore nel pareggio per 1-1 in amichevole contro la Danimarca.
L'8 novembre 2017 realizza la sua prima rete con la Rep. Ceca nel successo per 2-1 in amichevole contro l'Islanda.
Divenuto presto un titolare della sua nazionale, il 24 marzo 2021 realizza una tripletta contro l'Estonia; oltretutto la sua è stata una tripletta perfetta in quanto ha segnato sia di destro, che di sinistro che di testa. Tre giorni dopo indossa per la prima volta la fascia di capitano nel pareggio per 1-1 contro il Belgio.
Il 24 maggio 2021 viene incluso nella lista dei convocati per l'europeo. I cechi vanno avanti sino ai quarti di finale, in cui vengono eliminati dalla Danimarca (2-1).
Alla fine del torneo, in cui già aveva indossato la fascia in sua assenza, diventa il nuovo capitano della Rep. Ceca a seguito del ritiro dalla nazionale di Vladimír Darida.

## Statistiche

### Presenze e reti nei club
Statistiche aggiornate al 14 marzo 2025.
| Stagione            | Squadra             | Campionato          | Campionato | Campionato | Coppe nazionali | Coppe nazionali | Coppe nazionali | Coppe continentali | Coppe continentali | Coppe continentali | Altre coppe | Altre coppe | Altre coppe | Totale | Totale |
| Stagione            | Squadra             | Comp                | Pres       | Reti       | Comp            | Pres            | Reti            | Comp               | Pres               | Reti               | Comp        | Pres        | Reti        | Pres   | Reti   |
| ------------------- | ------------------- | ------------------- | ---------- | ---------- | --------------- | --------------- | --------------- | ------------------ | ------------------ | ------------------ | ----------- | ----------- | ----------- | ------ | ------ |
| 2014-gen.2015       | Slavia Praga        | 1L                  | 0          | 0          | CRC             | -               | -               | -                  | -                  | -                  |             | -           | -           | 0      | 0      |
| gen.-giu.2015       | Viktoria Žižkov     | DL                  | 14         | 0          | CRC             | -               | -               | -                  | -                  | -                  |             | -           | -           | 14     | 0      |
| 2015–2016           | Slavia Praga        | 1L                  | 29         | 7          | CRC             | 2               | 0               | -                  | -                  | -                  |             | -           | -           | 31     | 7      |
| 2016-gen.2017       | Slavia Praga        | 1L                  | 7          | 0          | CRC             | 1               | 0               | UEL                | 5                  | 0                  | -           | -           | -           | 13     | 0      |
| gen-giu.2017        | Slovan Liberec      | 1L                  | 12         | 0          | CRC             | 1               | 0               | -                  | -                  | -                  | -           | -           | -           | 13     | 0      |
| 2017-2018           | Slavia Praga        | 1L                  | 27         | 3          | CRC             | 4               | 0               | UCL+UEL            | 3+5                | 0+0                | -           | -           | -           | 39     | 3      |
| 2018-2019           | Slavia Praga        | 1L                  | 29+5       | 10+3       | CRC             | 2               | 3               | UCL+UEL            | 2+11               | 0+2                | -           | -           | -           | 49     | 18     |
| 2019-gen.2020       | Slavia Praga        | 1L                  | 17         | 8          | CRC             | -               | -               | UCL                | 8                  | 2                  | SRC         | 1           | 2           | 26     | 12     |
| Totale Slavia Praga | Totale Slavia Praga | Totale Slavia Praga | 114        | 31         |                 | 9               | 3               |                    | 34                 | 4                  |             | 1           | 2           | 158    | 40     |
| gen.-giu. 2020      | West Ham Utd        | PL                  | 13         | 3          | FACup+CdL       | -               | -               | -                  | -                  | -                  | -           | -           | -           | 13     | 3      |
| 2020-2021           | West Ham Utd        | PL                  | 38         | 10         | FACup+CdL       | 3+0             | 0               | -                  | -                  | -                  | -           | -           | -           | 41     | 10     |
| 2021-2022           | West Ham Utd        | PL                  | 35         | 5          | FACup+CdL       | 3+2             | 0+0             | UEL                | 11                 | 1                  | -           | -           | -           | 51     | 6      |
| 2022-2023           | West Ham Utd        | PL                  | 36         | 2          | FACup+CdL       | 3+0             | 0+0             | UECL               | 11                 | 1                  | -           | -           | -           | 50     | 3      |
| 2023-2024           | West Ham Utd        | PL                  | 37         | 7          | FACup+CdL       | 2+3             | 0+1             | UEL                | 10                 | 2                  | -           | -           | -           | 52     | 10     |
| 2024-2025           | West Ham Utd        | PL                  | 27         | 7          | FACup+CdL       | 1+2             | 0+0             | -                  | -                  | -                  | -           | -           | -           | 30     | 7      |
| Totale West Ham     | Totale West Ham     | Totale West Ham     | 186        | 34         |                 | 19              | 1               |                    | 32                 | 4                  |             | -           | -           | 216    | 36     |
| Totale carriera     | Totale carriera     | Totale carriera     | 326        | 65         |                 | 29              | 4               |                    | 66                 | 8                  |             | 1           | 2           | 431    | 79     |

### Cronologia presenze e reti in nazionale
| Cronologia completa delle presenze e delle reti in nazionale ― Rep. Ceca | Cronologia completa delle presenze e delle reti in nazionale ― Rep. Ceca | Cronologia completa delle presenze e delle reti in nazionale ― Rep. Ceca | Cronologia completa delle presenze e delle reti in nazionale ― Rep. Ceca | Cronologia completa delle presenze e delle reti in nazionale ― Rep. Ceca | Cronologia completa delle presenze e delle reti in nazionale ― Rep. Ceca | Cronologia completa delle presenze e delle reti in nazionale ― Rep. Ceca | Cronologia completa delle presenze e delle reti in nazionale ― Rep. Ceca |
| Data                                                                     | Città                                                                    | In casa                                                                  | Risultato                                                                | Ospiti                                                                   | Competizione                                                             | Reti                                                                     | Note                                                                     |
| ------------------------------------------------------------------------ | ------------------------------------------------------------------------ | ------------------------------------------------------------------------ | ------------------------------------------------------------------------ | ------------------------------------------------------------------------ | ------------------------------------------------------------------------ | ------------------------------------------------------------------------ | ------------------------------------------------------------------------ |
| 15-11-2016                                                               | Mladá Boleslav                                                           | Rep. Ceca                                                                | 1 – 1                                                                    | Danimarca                                                                | Amichevole                                                               | -                                                                        | 66’                                                                      |
| 5-6-2017                                                                 | Bruxelles                                                                | Belgio                                                                   | 2 – 1                                                                    | Rep. Ceca                                                                | Amichevole                                                               | -                                                                        |                                                                          |
| 10-6-2017                                                                | Oslo                                                                     | Norvegia                                                                 | 1 – 1                                                                    | Rep. Ceca                                                                | Qual. Mondiali 2018                                                      | -                                                                        | 74’                                                                      |
| 1-9-2017                                                                 | Praga                                                                    | Rep. Ceca                                                                | 1 – 2                                                                    | Germania                                                                 | Qual. Mondiali 2018                                                      | -                                                                        |                                                                          |
| 4-9-2017                                                                 | Belfast                                                                  | Irlanda del Nord                                                         | 2 – 0                                                                    | Rep. Ceca                                                                | Qual. Mondiali 2018                                                      | -                                                                        |                                                                          |
| 5-10-2017                                                                | Baku                                                                     | Azerbaigian                                                              | 1 – 2                                                                    | Rep. Ceca                                                                | Qual. Mondiali 2018                                                      | -                                                                        | 78’                                                                      |
| 8-11-2017                                                                | Doha                                                                     | Islanda                                                                  | 1 – 2                                                                    | Rep. Ceca                                                                | Amichevole                                                               | 1                                                                        | 81’                                                                      |
| 11-11-2017                                                               | Doha                                                                     | Qatar                                                                    | 0 – 1                                                                    | Rep. Ceca                                                                | Amichevole                                                               | -                                                                        | 74’                                                                      |
| 23-3-2018                                                                | Nanchino                                                                 | Uruguay                                                                  | 2 – 0                                                                    | Rep. Ceca                                                                | Amichevole                                                               | -                                                                        | 76’                                                                      |
| 26-3-2018                                                                | Nanchino                                                                 | Cina                                                                     | 1 – 4                                                                    | Rep. Ceca                                                                | Amichevole                                                               | -                                                                        | 79’                                                                      |
| 6-6-2018                                                                 | Schwechat                                                                | Nigeria                                                                  | 0 – 1                                                                    | Rep. Ceca                                                                | Amichevole                                                               | -                                                                        | 65’                                                                      |
| 6-9-2018                                                                 | Uherské Hradiště                                                         | Rep. Ceca                                                                | 1 – 2                                                                    | Ucraina                                                                  | UEFA Nations League 2018-2019 - 1º turno                                 | -                                                                        | 53’                                                                      |
| 10-9-2018                                                                | Rostov                                                                   | Russia                                                                   | 5 – 1                                                                    | Rep. Ceca                                                                | Amichevole                                                               | 1                                                                        | 53’                                                                      |
| 13-10-2018                                                               | Trnava                                                                   | Slovacchia                                                               | 1 – 2                                                                    | Rep. Ceca                                                                | UEFA Nations League 2018-2019 - 1º turno                                 | -                                                                        | 38’                                                                      |
| 15-11-2018                                                               | Danzica                                                                  | Polonia                                                                  | 0 – 1                                                                    | Rep. Ceca                                                                | Amichevole                                                               | -                                                                        | 46’                                                                      |
| 19-11-2018                                                               | Praga                                                                    | Rep. Ceca                                                                | 1 – 0                                                                    | Slovacchia                                                               | UEFA Nations League 2018-2019 - 1º turno                                 | -                                                                        |                                                                          |
| 22-3-2019                                                                | Londra                                                                   | Inghilterra                                                              | 5 – 0                                                                    | Rep. Ceca                                                                | Qual. Euro 2020                                                          | -                                                                        |                                                                          |
| 26-3-2019                                                                | Praga                                                                    | Rep. Ceca                                                                | 1 – 3                                                                    | Brasile                                                                  | Amichevole                                                               | -                                                                        |                                                                          |
| 7-6-2019                                                                 | Praga                                                                    | Rep. Ceca                                                                | 2 – 1                                                                    | Bulgaria                                                                 | Qual. Euro 2020                                                          | -                                                                        |                                                                          |
| 10-6-2019                                                                | Olomouc                                                                  | Rep. Ceca                                                                | 3 – 0                                                                    | Montenegro                                                               | Qual. Euro 2020                                                          | -                                                                        |                                                                          |
| 7-9-2019                                                                 | Pristina                                                                 | Kosovo                                                                   | 2 – 1                                                                    | Rep. Ceca                                                                | Qual. Euro 2020                                                          | -                                                                        |                                                                          |
| 10-9-2019                                                                | Podgorica                                                                | Montenegro                                                               | 0 – 3                                                                    | Rep. Ceca                                                                | Qual. Euro 2020                                                          | 1                                                                        | 82’                                                                      |
| 11-10-2019                                                               | Praga                                                                    | Rep. Ceca                                                                | 2 – 1                                                                    | Inghilterra                                                              | Qual. Euro 2020                                                          | -                                                                        |                                                                          |
| 14-11-2019                                                               | Plzeň                                                                    | Rep. Ceca                                                                | 2 – 1                                                                    | Kosovo                                                                   | Qual. Euro 2020                                                          | -                                                                        | 55’                                                                      |
| 17-11-2019                                                               | Sofia                                                                    | Bulgaria                                                                 | 1 – 0                                                                    | Rep. Ceca                                                                | Qual. Euro 2020                                                          | -                                                                        |                                                                          |
| 11-10-2020                                                               | Haifa                                                                    | Israele                                                                  | 1 – 2                                                                    | Rep. Ceca                                                                | UEFA Nations League 2020-2021 - 1º turno                                 | -                                                                        |                                                                          |
| 14-10-2020                                                               | Glasgow                                                                  | Scozia                                                                   | 1 – 0                                                                    | Rep. Ceca                                                                | UEFA Nations League 2020-2021 - 1º turno                                 | -                                                                        |                                                                          |
| 11-11-2020                                                               | Lipsia                                                                   | Germania                                                                 | 1 – 0                                                                    | Rep. Ceca                                                                | Amichevole                                                               | -                                                                        | 46’ 76’                                                                  |
| 15-11-2020                                                               | Plzeň                                                                    | Rep. Ceca                                                                | 1 – 0                                                                    | Israele                                                                  | UEFA Nations League 2020-2021 - 1º turno                                 | -                                                                        |                                                                          |
| 18-11-2020                                                               | Plzeň                                                                    | Rep. Ceca                                                                | 2 – 0                                                                    | Slovacchia                                                               | UEFA Nations League 2020-2021 - 1º turno                                 | 1                                                                        |                                                                          |
| 24-3-2021                                                                | Lublino                                                                  | Estonia                                                                  | 2 – 6                                                                    | Rep. Ceca                                                                | Qual. Mondiali 2022                                                      | 3                                                                        |                                                                          |
| 27-3-2021                                                                | Praga                                                                    | Rep. Ceca                                                                | 1 – 1                                                                    | Belgio                                                                   | Qual. Mondiali 2022                                                      | -                                                                        | cap. 43’                                                                 |
| 30-3-2021                                                                | Cardiff                                                                  | Galles                                                                   | 1 – 0                                                                    | Rep. Ceca                                                                | Qual. Mondiali 2022                                                      | -                                                                        |                                                                          |
| 4-6-2021                                                                 | Bologna                                                                  | Italia                                                                   | 4 – 0                                                                    | Rep. Ceca                                                                | Amichevole                                                               | -                                                                        | 46’                                                                      |
| 8-6-2021                                                                 | Praga                                                                    | Rep. Ceca                                                                | 3 – 1                                                                    | Albania                                                                  | Amichevole                                                               | -                                                                        | 55’                                                                      |
| 14-6-2021                                                                | Glasgow                                                                  | Scozia                                                                   | 0 – 2                                                                    | Rep. Ceca                                                                | Euro 2020 - 1º turno                                                     | -                                                                        |                                                                          |
| 18-6-2021                                                                | Glasgow                                                                  | Croazia                                                                  | 1 – 1                                                                    | Rep. Ceca                                                                | Euro 2020 - 1º turno                                                     | -                                                                        |                                                                          |
| 22-6-2021                                                                | Londra                                                                   | Rep. Ceca                                                                | 0 – 1                                                                    | Inghilterra                                                              | Euro 2020 - 1º turno                                                     | -                                                                        |                                                                          |
| 27-6-2021                                                                | Budapest                                                                 | Paesi Bassi                                                              | 0 – 2                                                                    | Rep. Ceca                                                                | Euro 2020 - Ottavi di finale                                             | -                                                                        | cap.                                                                     |
| 3-7-2021                                                                 | Baku                                                                     | Rep. Ceca                                                                | 1 – 2                                                                    | Danimarca                                                                | Euro 2020 - Quarti di finale                                             | -                                                                        | cap.                                                                     |
| 2-9-2021                                                                 | Ostrava                                                                  | Rep. Ceca                                                                | 1 – 0                                                                    | Bielorussia                                                              | Qual. Mondiali 2022                                                      | -                                                                        | cap.                                                                     |
| 5-9-2021                                                                 | Bruxelles                                                                | Belgio                                                                   | 3 – 0                                                                    | Rep. Ceca                                                                | Qual. Mondiali 2022                                                      | -                                                                        | cap.                                                                     |
| 8-9-2021                                                                 | Plzeň                                                                    | Rep. Ceca                                                                | 1 – 1                                                                    | Ucraina                                                                  | Amichevole                                                               | -                                                                        | cap. 46’                                                                 |
| 8-10-2021                                                                | Praga                                                                    | Rep. Ceca                                                                | 2 – 2                                                                    | Galles                                                                   | Qual. Mondiali 2022                                                      | -                                                                        | cap.                                                                     |
| 11-10-2021                                                               | Kazan'                                                                   | Bielorussia                                                              | 0 – 2                                                                    | Rep. Ceca                                                                | Qual. Mondiali 2022                                                      | -                                                                        | cap.                                                                     |
| 11-11-2021                                                               | Olomouc                                                                  | Rep. Ceca                                                                | 7 – 0                                                                    | Kuwait                                                                   | Amichevole                                                               | 1                                                                        | cap.                                                                     |
| 24-3-2022                                                                | Solna                                                                    | Svezia                                                                   | 1 – 0 dts                                                                | Rep. Ceca                                                                | Qual. Mondiali 2022                                                      | -                                                                        | cap.                                                                     |
| 29-3-2022                                                                | Cardiff                                                                  | Galles                                                                   | 1 – 1                                                                    | Rep. Ceca                                                                | Amichevole                                                               | 1                                                                        | cap.                                                                     |
| 2-6-2022                                                                 | Praga                                                                    | Rep. Ceca                                                                | 2 – 1                                                                    | Svizzera                                                                 | UEFA Nations League 2022-2023 - 1º turno                                 | -                                                                        | cap.                                                                     |
| 5-6-2022                                                                 | Praga                                                                    | Rep. Ceca                                                                | 2 – 2                                                                    | Spagna                                                                   | UEFA Nations League 2022-2023 - 1º turno                                 | -                                                                        | cap.                                                                     |
| 9-6-2022                                                                 | Lisbona                                                                  | Portogallo                                                               | 2 – 0                                                                    | Rep. Ceca                                                                | UEFA Nations League 2022-2023 - 1º turno                                 | -                                                                        | Cap. 24’                                                                 |
| 12-6-2022                                                                | Malaga                                                                   | Spagna                                                                   | 2 – 0                                                                    | Rep. Ceca                                                                | UEFA Nations League 2022-2023 - 1º turno                                 | -                                                                        | Cap.                                                                     |
| 24-9-2022                                                                | Praga                                                                    | Rep. Ceca                                                                | 0 – 4                                                                    | Portogallo                                                               | UEFA Nations League 2022-2023 - 1º turno                                 | -                                                                        | Cap. 77’                                                                 |
| 27-9-2022                                                                | San Gallo                                                                | Svizzera                                                                 | 2 – 1                                                                    | Rep. Ceca                                                                | UEFA Nations League 2022-2023 - 1º turno                                 | -                                                                        | Cap.                                                                     |
| 16-11-2022                                                               | Olomouc                                                                  | Rep. Ceca                                                                | 5 – 0                                                                    | Fær Øer                                                                  | Amichevole                                                               | -                                                                        | Cap.                                                                     |
| 19-11-2022                                                               | Gaziantep                                                                | Turchia                                                                  | 2 – 1                                                                    | Rep. Ceca                                                                | Amichevole                                                               | -                                                                        | cap.                                                                     |
| 24-3-2023                                                                | Praga                                                                    | Rep. Ceca                                                                | 3 – 1                                                                    | Polonia                                                                  | Qual. Euro 2024                                                          | -                                                                        | cap. 22’                                                                 |
| 27-3-2023                                                                | Chișinău                                                                 | Moldavia                                                                 | 0 – 0                                                                    | Rep. Ceca                                                                | Qual. Euro 2024                                                          | -                                                                        | Cap.                                                                     |
| 17-6-2023                                                                | Tórshavn                                                                 | Fær Øer                                                                  | 0 – 3                                                                    | Rep. Ceca                                                                | Qual. Euro 2024                                                          | -                                                                        | Cap.                                                                     |
| 20-6-2023                                                                | Podgorica                                                                | Montenegro                                                               | 1 – 4                                                                    | Rep. Ceca                                                                | Amichevole                                                               | -                                                                        | cap. 90+1’                                                               |
| 7-9-2023                                                                 | Praga                                                                    | Rep. Ceca                                                                | 1 – 1                                                                    | Albania                                                                  | Qual. Euro 2024                                                          | -                                                                        | cap.                                                                     |
| 10-9-2023                                                                | Budapest                                                                 | Ungheria                                                                 | 1 – 1                                                                    | Rep. Ceca                                                                | Amichevole                                                               | -                                                                        | cap. 78’                                                                 |
| 12-10-2023                                                               | Tirana                                                                   | Albania                                                                  | 3 – 0                                                                    | Rep. Ceca                                                                | Qual. Euro 2024                                                          | -                                                                        | cap.                                                                     |
| 15-10-2023                                                               | Plzeň                                                                    | Rep. Ceca                                                                | 1 – 0                                                                    | Fær Øer                                                                  | Qual. Euro 2024                                                          | 1                                                                        | cap.                                                                     |
| 17-11-2023                                                               | Varsavia                                                                 | Polonia                                                                  | 1 – 1                                                                    | Rep. Ceca                                                                | Qual. Euro 2024                                                          | 1                                                                        | cap.                                                                     |
| 20-11-2023                                                               | Olomouc                                                                  | Rep. Ceca                                                                | 3 – 0                                                                    | Moldavia                                                                 | Qual. Euro 2024                                                          | 1                                                                        | cap.                                                                     |
| 22-3-2024                                                                | Oslo                                                                     | Norvegia                                                                 | 1 – 2                                                                    | Rep. Ceca                                                                | Amichevole                                                               | -                                                                        | cap.                                                                     |
| 26-3-2024                                                                | Praga                                                                    | Rep. Ceca                                                                | 2 – 1                                                                    | Armenia                                                                  | Amichevole                                                               | -                                                                        | Cap.                                                                     |
| 10-6-2024                                                                | Hradec Králové                                                           | Rep. Ceca                                                                | 2 – 1                                                                    | Macedonia del Nord                                                       | Amichevole                                                               | -                                                                        | Cap.                                                                     |
| 18-6-2024                                                                | Lipsia                                                                   | Portogallo                                                               | 2 – 1                                                                    | Rep. Ceca                                                                | Euro 2024 - 1º turno                                                     | -                                                                        | Cap.                                                                     |
| 22-6-2024                                                                | Amburgo                                                                  | Georgia                                                                  | 1 – 1                                                                    | Rep. Ceca                                                                | Euro 2024 - 1º turno                                                     | -                                                                        | Cap. 81’                                                                 |
| 26-6-2024                                                                | Amburgo                                                                  | Rep. Ceca                                                                | 1 – 2                                                                    | Turchia                                                                  | Euro 2024 - 1º turno                                                     | 1                                                                        | Cap. 90+8’                                                               |
| 7-9-2024                                                                 | Tbilisi                                                                  | Georgia                                                                  | 4 – 1                                                                    | Rep. Ceca                                                                | UEFA Nations League 2024-2025 - 1º turno                                 | -                                                                        | Cap.                                                                     |
| 10-9-2024                                                                | Praga                                                                    | Rep. Ceca                                                                | 3 – 2                                                                    | Ucraina                                                                  | UEFA Nations League 2024-2025 - 1º turno                                 | 1                                                                        | cap. 63’                                                                 |
| 11-10-2024                                                               | Praga                                                                    | Rep. Ceca                                                                | 2 – 0                                                                    | Albania                                                                  | UEFA Nations League 2024-2025 - 1º turno                                 | -                                                                        | cap.                                                                     |
| 14-10-2024                                                               | Breslavia                                                                | Ucraina                                                                  | 1 – 1                                                                    | Rep. Ceca                                                                | UEFA Nations League 2024-2025 - 1º turno                                 | -                                                                        | cap.                                                                     |
| 16-11-2024                                                               | Tirana                                                                   | Albania                                                                  | 0 – 0                                                                    | Rep. Ceca                                                                | UEFA Nations League 2024-2025 - 1º turno                                 | -                                                                        | cap. 14’                                                                 |
| 22-3-2025                                                                | Hradec Králové                                                           | Rep. Ceca                                                                | 2 – 1                                                                    | Fær Øer                                                                  | Qual. Mondiali 2026                                                      | -                                                                        | cap.                                                                     |
| 25-3-2025                                                                | Faro                                                                     | Gibilterra                                                               | 0 – 4                                                                    | Rep. Ceca                                                                | Qual. Mondiali 2026                                                      | -                                                                        | cap.                                                                     |
| 6-6-2025                                                                 | Plzeň                                                                    | Rep. Ceca                                                                | 2 – 0                                                                    | Montenegro                                                               | Qual. Mondiali 2026                                                      | -                                                                        | cap.                                                                     |
| 9-6-2025                                                                 | Osijek                                                                   | Croazia                                                                  | 5 – 1                                                                    | Rep. Ceca                                                                | Qual. Mondiali 2026                                                      | 1                                                                        | cap.                                                                     |
| Totale                                                                   |                                                                          | Presenze (8º posto)                                                      | 81                                                                       |                                                                          | Reti (9º posto)                                                          | 15                                                                       |                                                                          |

## Palmarès

### Club

#### Competizioni nazionali
- Coppa della Repubblica Ceca: 1

Slavia Praga: 2017-2018

#### Competizioni internazionali
- UEFA Conference League: 1

West Ham: 2022-2023

### Individuale
- Calciatore ceco dell'anno: 3

2019, 2021, 2023
- Pallone d'oro ceco: 4

2020, 2021, 2023, 2024